# Spetters
Spetters es una película neerlandesa de 1980 dirigida por Paul Verhoeven y protagonizada por Hans van Tongeren, Renée Soutendijk y Toon Agterberg. La película sigue la vida de tres hombres jóvenes que tienen poco en común, solamente su amor por las carreras de dirt bike. Situada en las afueras de Róterdam, la película muestra a tres personajes que esperan escapar de una existencia de clase trabajadora sin salida.
Spetters provocó protestas sobre el tratamiento que le dio Verhoeven a los gays, los cristianos, la policía y la prensa. Aunque Verhoeven hizo una película más en los Países Bajos, la respuesta a Spetters lo llevó a irse a Hollywood. A pesar de la gran cantidad de controversia que la rodea, Spetters se convirtió en una película de culto.

## Sinopsis
Dos jóvenes corredores de motocross, Rien (Hans van Tongeren) y Hans (Maarten Spanjer), y su mecánico, Eef (Toon Agterberg), sueñan con la fama y la fortuna. Su héroe es el legendario campeón de motocross Gerrit Witkamp (Rutger Hauer). Las vidas de los corredores cambian cuando conocen a una joven seductora llamada Fientje (Renée Soutendijk). Eventualmente, ella hace que los tres hombres enfrenten la realidad del éxito, la derrota y la homosexualidad.

## Reparto
- Hans van Tongeren es Rien.
- Renée Soutendijk es Fientje.
- Toon Agterberg es Eef.
- Maarten Spanjer es Hans.
- Marianne Boyer es Maya.
- Peter Tuinman es Jaap.
- Saskia van Basten-Batenburg es Truus.
- Yvonne Valkenburg es Annette.
- Kitty Courbois es la doctora.
- Rutger Hauer es Gerrit Witkamp.